# Kanton Saintes-Nord
Saintes-Nord is een voormalig kanton van het Franse departement Charente-Maritime. Het kanton maakte deel uit van het arrondissement Saintes. Het werd opgeheven bij decreet van 27 februari 2014, met uitwerking op 22 maart 2015.

## Gemeenten
Het kanton Saintes-Nord omvatte de volgende gemeenten:
- Bussac-sur-Charente
- Le Douhet
- Fontcouverte
- Saint-Vaize
- Saintes (deels, hoofdplaats)
- Vénérand